# 若林古都美
若林古都美（わかばやし ことみ - ）は、日本の俳優。神奈川県出身。青年劇場所属。

## 来歴
神奈川県出身。特技はピアノ。2022年、新国立劇場演劇研修所卒業。同年、秋田雨雀・土方与志記念青年劇場所属。

## 舞台
- 「豚と真珠湾〜幻の八重山共和国〜」- 斎藤憐＝作　大谷賢治郎＝演出（南風原タマ）
- 「行きたい場所をどうぞ」- 瀬戸山美咲＝作　大谷賢治郎＝演出